# ضیافت نوزده‌روزه
ضیافت نوزده روزه، گردهمایی افراد جامعۀ بهائی، در هر نوزده روز است که در بر گیرندۀ بخش‌های دعا و نیایش، قسمت اداری و قسمت اجتماعی است و هستۀ اصلی زندگی اجتماعی برای هر فرد بهائی محسوب می‌شود.

## تاریخچه
اصل این حکم به دیانت بابی باز می گردد. باب، بنیانگذار آئین بابی، تقویمی را ایجاد نمود که نهایتاً به عنوان تقویم بهائی نیز توسط بنیانگذار آئین بهائی انتخاب گردید. این تقویم متشکل از نوزده ماه نوزده روزه است. بر هر فرد بابی فرض گردیده بود که هر نوزده روز یک بار دیگر بابیان را به این میهمانی دعوت نموده و حتماً آنان را پذیرائی کند.

## هدف
بهاءالله بنیانگذار آئین بهائی در کتاب اقدس حکم ضیافت را تأیید نمود و خطاب به بهائیان چنین توضیح می دهد که "حکم ضیافت چنین است که یک بار در هر ماه باید این میهمانی را بر پا نمائید و حتّی اگر به آب هم شده پذیرائی کنید و منظور از این حکم ایجاد الفت و دوستی بین قلوب است به اسباب آسمانی و زمینی" (ترجمه از کتاب اقدس)

## ساختار
ضیافت نوزده روزه شامل سه قسمت روحانی (دعا و نیایش)، اداری و اجتماعی است . ضیافت همراه با شعائر یا آداب و رسوم خاصی نیست.